# Teslagrad
Teslagrad är ett sidscrollande pussel-plattformsspel utvecklat och utgivet av den norska spelutvecklaren Rain Games. Spelet släpptes på Steam december 2013, på Nintendo eShop för Wii U september 2014 och på PlayStation Store på Playstation 3 och Playstation 4 december 2014 i Europa. Teslagrad använder spelmotorn Unity, vilket gör det enklare för utvecklare att publicera spelet på olika plattformar.
Teslagrad är ett pussel-plattformsspel med actionelement där magnetism och andra elektromagnetiska krafter är viktiga för framsteg genom spelet. Målet med spelet är att upptäcka det långa övergivna Tesla-tornets hemligheter. Spelet innehåller några stridsegment i kombination med kraftbaserade pussel och exakt navigering mellan plattformar. Teslagrad äger rum i en steampunk-inspirerad version av det gamla Europa, i en olinjär värld med mer än hundra handritade miljöer.
Spelaren kontrollerar en ung pojke som plötsligt befinner sig i en konspiration som innebär en despotisk kung som har regerat nationen med en järnhand i flera år. Spelet erbjuder olika uppgraderingar och föremål som historien fortskrider.